# Jeziory (Ławszowa)
Jeziory – niestandaryzowana nazwa części wsi (leśniczówka) Ławszowa w Polsce położona w województwie dolnośląskim, w powiecie bolesławieckim, w gminie Osiecznica.

## Podział administracyjny
W latach 1975–1998 miejscowość administracyjnie należała do województwa jeleniogórskiego.